# C. 언스트 하스
C. 언스트 하스(C. Ernst Harth, 1970년 2월 2일 ~ )는 캐나다의 배우, 텔레비전 배우이다.
케임브리지에서 태어났다.

## 영화
- 쇼킹 오브 데스 (2014년)
- 크리스마스 스토리 2 (2012년)
- 산타 포스를 찾는 모험 (2010년)
- 스모킹 에이스 2 (2010년)
- A-특공대 (2010년)
- 스쿠비-두! 더 미스터리 비긴스 (2009년)
- 좀비 펀치 (2009년)
- 스페이스 버디즈 (2009년)
- 임펄스 (2008년)
- 트릭 오어 트릿 (2007년)
- 머펫의 오즈의 마법사 (2005년)
- 아직 멀었어요? (2005년)
- 카포티 (2005년)
- 스쿠비 두 2 - 몬스터 대소동 (2004년)
- 에어 버드 5 (2003년)
- 베스트 버즈 (2003년)
- 주차단속원, 그랜트 파커 (2003년)
- 드림캐쳐 (2003년)
- 스타크 레이빙 매드 (2002년)
- 유니콘의 항해 (2001년)
- 다크 워터 (2001년)
- 사랑은 언제나 어려워 (2001년)
- 13 고스트 (2001년)
- 발렌타인 (2001년)
- 캐머플러지 (1999년)
- 폭소 기마 특공대 (1999년)
- 트렁크 속의 연인들 (1997년)
- 죽음의 표적 (1995년)